# Раффаеле Ріаріо
Раффаеле Сансоні Ґалеоті Ріаріо (італ. Raffaele Sansoni Galeoti Riario; 3 травня 1461 — 9 липня 1521) — італійський кардинал епохи Відродження, головним чином відомий як замовник будівництва Палаццо Канчеллерія та особа, яка запросила Мікеланджело до Риму. Був меценатом. Він також був першим підлітком, який ввійшов до колегії кардиналів в історії Святого Престолу.

## Рання кар'єра і змова Пацці
Ріаріо, народжений у бідності в Савоні, був сином Антоніо Сансоні (італ. Antonio Sansoni) та Віоланте Ріаріо (італ. Violante Riario), племінниці Франческо делла Ровере, який став папою Сікстом IV у 1471 році.
10 грудня 1477 року його призначили кардиналом Сан-Джорджіо-ін-Велабро як родича папи Сікста IV та адміністратором кількох дієцезій: (Куенківська діоцезія, Пізанська діоцезія, Саламанкська діоцезія, діоцезія Треґ'є, Осмо-Сорійська діоцезія). Це дало йому значний прибуток і жодних зобов'язань, окрім призначення вікарія. Тоді йому було лише шістнадцять років і він був студентом канонічного права в Пізанському університеті. Повертаючись до Риму навесні 1478 року, Ріаріо зупинився у Флоренції, де став свідком змови Пацці проти Медічі. Незважаючи на свою непричетність, Рафаеле заарештувала флорентійська влада, оскільки він був родичем змовників Джіроламо Ріаріо, брата його матері та керівника змови, та архієпископа Франческо Сальвіаті. Його звільнення через кілька тижнів було організовано Лоренцо Медічі. 22 червня 1478 року його офіційно прийняв папа в Сієні як кардинала, а через чотири дні його як легата відправили до Перуджі.
Лише в 1480 році Рафаеле був висвячений на священика і отримав сан у базиліці Святого Лаврентія в Дамасо.

## Ріаріо в папському дворі
1484 року Ріаріо брав участь у війні, що спалахнула між Орсіні та родиною Колонна, марно намагаючись врятувати життя свого друга Лоренцо Оддоне Колонна, якого звинуватили у вбивстві Орсіні та стратив Сікст IV. У 1488 році Папа Інокентій VIII послав кардинала Ріаріо як легата до свого дядька по материнській лінії Джіроламо Ріаріо, на той час губернатора Форлі та Імоли, який повстав проти Святого Престолу. Тим часом кардинал уже доручив звести свій палац біля церкви Святого Лаврентія в Дамасо (1486).
Кажуть, що Франческетто Кібо, сумновідомий син папи Інокентія VIII, програв за одну ніч 15 000 дукатів у картковій грі, яка відбулася в резиденції Рафаеле. Коли Папа Римський попросив кардинала повернути гроші його сина, той відповів, що йому шкода, але він уже використав їх для фінансування будівництва свого палацу.
Як камерленго Святої Римської церкви, Ріаріо зазвичай хвалять за забезпечення порядку в Римі після смерті Інокентія VIII. Він був кандидатом на папську тіару на Конклаві 1492 року, але був виключений з першого голосування через свій молодий вік. Зрештою він проголосував за Родріго Борджіа (папа Олександр VI), отримавши прибуткову Картахенську діоцезію в нагороду за свою підтримку.
Під час правління Олександра VI (1492—1503) Ріаріо отримав популярність як дипломат і радник папського престолу. У 1493 році він був посланий легатом до Катерини Сфорца, вдови Джіроламо Ріаріо, щоб не дати їй дозволити французьким військам пройти через Форлі та Імолу. Папа Юлій II (1503—1513), родич Ріаріо, але не завжди його союзник, підняв його до єпископства Остії та Веллетрі, першого ієрархічного престолу в Папській області.

## Участь у змові проти Лева Х і смерть
У червні 1517 року кардинал Петруччі та інші змовилися проти Папи Лева X (Джованні деї Медічі). Кардинал Ріаріо відмовився брати участь у змові, але принаймні знав про наміри Петруччі вбити Папу і не зробив нічого, щоб запобігти цьому. Лева повідомили про змову, він заарештував змовників і наказав їх стратити. Ріаріо, чия участь у змові Пацці не була забута папою Медічі, отримав помилування, лише віддавши папі свій палац біля базиліки Святого Лаврентія в Дамасо. Лев передав його своєму двоюрідному брату Джуліо де Медічі, віце-канцлеру Святого Престолу, який зробив його резиденцією Апостольської канцелярії. Таким чином Палаццо Ріаріо відтепер відомий як Палаццо Канчеллерія.
Ріаріо помер у Неаполі у віці шістдесяти років. Похований у базиліці Санті-Апостолі в Римі.

## Меценатство
Любитель образотворчого мистецтва і особливо скульптури, мистецький вибір кардинала Ріаріо передвіщає прихід Високого Відродження в Римі . Його гігантська резиденція, створена під впливом флорентійської архітектури, є першою будівлею нового монументального стилю, який панував у Священному місті за Юлія II. Ріаріо також вважається тим, хто помітив талант молодого Мікеланджело. У 1496 році йому продали статую «Амур, що спить» як стародавній твір: прелат-естетик виявив обман, але був настільки вражений якістю скульптури, що запросив автора до Риму, де Мікеланджело працював над трьома великими замовленнями своєї кар'єри.
Раффаеле Ріаріо зазвичай вважається прелатом, типовим для своєї епохи: байдужим у релігійних питаннях, скоріше державним діячем, ніж священиком, скоріше меценатом, ніж теологом.

## У масовій культурі
Раффаеле Ріаріо з'являється в 2 і 3 сезонах серіалу «Медічі» 2016 року. Його грає Франческо ді Раймондо (італ. Francesco di Raimondo) у 2 сезоні та Лоріс Де Луна (італ. Loris De Luna) у 3 сезоні.

## Виноски
1. 1 2 3  Camaioni M. Dizionario Biografico degli Italiani — 2016. — Vol. 87.
2. ↑  Identifiants et Référentiels — ABES, 2011.
3. ↑  Catholic-Hierarchy.org — USA: 1990.
4. ↑  15th century overview - 06. Augnet (reference site to Saint Augustine of Hippo and the Order of Saint Augustine). Spirit Media Australia. Архів оригіналу за 29 листопада 2014. Процитовано 18 листопада 2014.

## Для подальшого читання
- Michael Schaich. Riario-Sansoni, Raffaelo. // Biographisch-Bibliographisches Kirchenlexikon., Sp. 162–166}}.